# Regierung Geens II
Die Regierung Geens II war die zweite flämische Regierung. Sie amtierte vom 10. Dezember 1985 bis zum 2. Februar 1988. Ihr gehörten sechs Minister der Christlichen Volkspartei (CVP) und drei Minister der Partei für Freiheit und Fortschritt (PVV) an.

## Zusammensetzung
Dem Kabinett gehörten folgende Minister an:
| Amt                                                                                              | Name              | Partei | Beginn der Amtszeit | Ende der Amtszeit |
| ------------------------------------------------------------------------------------------------ | ----------------- | ------ | ------------------- | ----------------- |
| Vorsitzender der Exekutive und Gemeinschaftsminister für Wirtschaft und Arbeit                   | Gaston Geens      | CVP    | 10. Dezember 1985   | 2. Februar 1988   |
| Gemeinschaftsministerin für Familie und Soziales                                                 | Rika Steyaert     | CVP    | 10. Dezember 1985   | 2. Februar 1988   |
| stellvertretender Vorsitzender der Exekutive und Gemeinschaftsminister für Finanzen und Haushalt | Louis Waltniel    | PVV    | 10. Dezember 1985   | 2. Februar 1988   |
| Gemeinschaftsminister für Wohnungen                                                              | Paul Akkermans    | CVP    | 10. Dezember 1985   | 2. Februar 1988   |
| Gemeinschaftsminister für Gesundheit und Umwelt                                                  | Jan Lenssens      | CVP    | 10. Dezember 1985   | 2. Februar 1988   |
| Gemeinschaftsminister für innere Angelegenheiten und Raumordnung                                 | Jean Pede         | PVV    | 10. Dezember 1985   | 2. Februar 1988   |
| Gemeinschaftsminister für Bildung und Ausbildung                                                 | Theo Kelchtermans | CVP    | 10. Dezember 1985   | 2. Februar 1988   |
| Gemeinschaftsminister für Außenbeziehungen                                                       | Paul Deprez       | CVP    | 10. Dezember 1985   | 2. Februar 1988   |
| Gemeinschaftsminister für Kultur                                                                 | Patrick Dewael    | PVV    | 10. Dezember 1985   | 2. Februar 1988   |